# Вулиця Повстанська
Ву́лиця По́встанська — вулиця у Франківському районі, м. Львова. Сполучає вулицю Коновальця з вулицею Генерала Чупринки. Початок нумерації будинків ведеться від будинку по вулиці Коновальця, 89. 

## Історія
Вулиця утворилася під час «глобального» впорядкування Львова на початку «ери» місцевого самоврядування. Від 1913 року — вулиця Остроленцка, названа на честь битви під Остроленкою між військами Польського Царства та Російської імперії у 1831 році. На мапах 1920-х років — коротенька, тупикова вуличка, яка починалася від вулиці Потоцького, а від 1930-х — повноцінна вулиця, яка сполучала вулиці 29 Листопада та Потоцького.
У 1942 році була перейменована на Заксенвеґ, у липні 1944 року — повернено передвоєнну назву, але вже у жовтні 1945 року — вулиця Курська, названа на честь російського міста Курська, але в грудні 1945 року вулиця знов стала називатися Остроленцкою, але вже у іншій інтерпретації історичного факту, а саме, за здобуття міста-фортеці Остроленка радянськими військами під час другої світової війни. У 1946 році вулиця знов стає Курською. Від 1993 року — сучасна назва вулиця Повстанська.

## Забудова
На вулиці Повстанській переважає забудова у стилі конструктивізму — польського 1930-х та радянського чотири-п'ятиповерхового 1950—1960-х років, а також сучасна забудова кінця 1990-х — середини 2010-х років.

## Будинки

Пам'ятник Василеві Стусу

№ 4 — триповерховий житловий будинок, а фактично приватний палац, збудований у 2009 році.
№ 6, 8 — житлові будинки внесені до реєстру пам'яток архітектури місцевого значення під охоронними № 2142-м та № 2143-м. В будинку під № 8 розташована централізована бухгалтерія відділу освіти Галицького та Франківського районів управління освіти департаменту гуманітарної політики Львівської міської ради.
№ 9а — п'ятиповерховий житловий будинок, збудований у 1964 році для родин радянських офіцерів — будівля № 24 військового містечка № 112. 2019 року нежитлові приміщення першого поверху будинку, які тривалий час стояли пусткою, виставлені Міністерством оборони України на відкритий аукціон.
№ 12а — житловий комплекс на 29 квартир підвищеного комфорту збудований у 1999 році будівельною корпорацією «Карпатбуд» за проєктом архітектора Марченка В. С. та участі конструктора Наумова О. Б. Планувальна схема комплексу уявляє собою П-подібну композицію, яка запроєктована з трьох рівновеликих житлових секцій, які об'єднані між собою двома ярусами житлових приміщень. Нижні яруси цих об'єднаних приміщень утворюють напівзакриті дворики-патіо. На першому поверсі у всіх трьох секцій розташовані стоянки для індивідуального автотранспорту та інженерно-господарські приміщення, у тому числі: оздоровчо-реабілітаційний комплекс, СПА. Перша секція — чотириповерховий житловий будинок на 13 квартир (з них 5 квартир — дворівневі) з мансардами, другий — двоквартирний зблокований дворівневий житловий будинок з вбудованими гаражами та присадибними ділянками та третій — чотириповерховий житловий будинок на 14 квартир (з них 4 квартир — дворівневі) з мансардами.
№ 14 — Львівський навчально-виховний комплекс імені Василя Стуса «Спеціалізована школа І ступеня — ліцей міжнародних відносин. Попередниця НВК — львівська середня загальноосвітня школа № 76 була відкрита у 1965 році. Того ж року школі присвоєно ім'я узбецького радянського партійного діяча, Голови ВР Узбецької РСР Юлдаша Ахунбабаєва, що мало засвідчити дружбу українського та узбецького народів. У 1999 році СЗОШ реорганізована у спеціалізовану середню загальноосвітню школу № 76 з поглибленим вивченням англійської мови імені Василя Стуса міста Львова, а 2003 року навчальний заклад реорганізовано у Львівську гімназію міжнародних відносин, а від 25 травня 2007 року перереєстрована у Львівський навчально-виховний комплекс імені Василя Стуса «спеціалізована школа І ступеня — гімназія міжнародних відносин». Серед відомих випускників — український історик, кандидат історичних наук, викладач кафедри історичного краєзнавства історичного факультету ЛНУ імені Івана Франка Масик Роман Володимирович.
№ 19 — п'ятиповерховий житловий будинок наріжний з вулицею Генерала Чупринки, збудований наприкінці 1990-х років. На першому поверсі міститься салон краси «Кристал».

## Пам'ятники, меморіальні таблиці
1977 року на подвір'ї львівської середньої загальноосвітньої школи № 76 встановлено бронзове погруддя узбецькому партійному діячеві Юлдашеві Ахунбабаєву. На початку 1990-х років погруддя було демонтовано, а залишився лише постамент. Наприкінці літа 2016 року на цьому місці був встановлений, а 4 вересня 2016 року відкритий пам'ятник Василеві Стусу, авторства студента Львівського державного коледжу декоративного і ужиткового мистецтва імені Івана Труша Віталія Дусина.